# Ревалоризація (переоцінка цінностей)
Ревалориза́ція (фр. revalorisation, англ. value — значення, цінність) — це процес переоцінки цінності будь-якого об'єкта, що стало одним з популярних способів використання і переосмислення історичної, культурної та інших видів спадщини в постійно мінливому суспільстві. Цей метод використання спадщини є способом надання більшої значущості («реставрації») важливих монументів і місць, що мають історичне значення. Спочатку зміцнення значущості має являти собою переосмислення об'єктної цінності для суспільства, а потім тільки інших громадських інститутів.